# Sindrome di Potocki-Lupski
La sindrome di Potocki-Lupski (indicata anche con PTLS o Trisomia 17p11.2) è una malattia genetica rara causata da un’anomalia del cromosoma 17.
Questo tipo di duplicazione è stato descritto per la prima volta nel 1996, nel 2000 è stato rilasciato il primo studio della malattia e nel 2007, avendo a disposizione un numero sufficiente di pazienti affetti da tale malattia, è stato messo a punto uno studio completo per fornire una descrizione clinica dettagliata. Il termine  PTLS è stato utilizzato da due ricercatori coinvolti nelle ultime fasi della ricerca, il dottor Lorraine Potocki e il dottor James R. Lupski del Baylor College of Medicine dai quali ha preso il nome la sindrome descritta.
La sindrome di Potocki-Lupski causa un disturbo dello sviluppo ed è caratterizzata da ipotonia, ritardo mentale, crescita ossea inferiore alla norma, disturbi del linguaggio, pervasivi dello sviluppo, dell'alimentazione, in molti casi comportamenti associati a disturbi dello spettro dell'autismo e altre anomalie congenite.

## Diagnosi
La sindrome di Potocki-Lupski o PTLS è diagnosticata, solitamente, tramite array CGH.

## Trattamento
Il trattamento, anche in funzione dell'età, riguarda la terapia fisica, educazione motoria, psicomotricità, trattamento logopedico, attività svolte a favorire l'autonomia personale, terapie riabilitative nell'area neuropsicologica.